# Uniunea Artiștilor Plastici din România
Uniunea Artiștilor Plastici din România este o organizație profesională a artiștilor plastici din România. Este membră A.N.U.C. (Alianța Națională a Uniunilor de Creatori)

## Scurt istoric
- Uniunea Artiștilor Plastici din România este o organizație profesională a artistilor plastici din România. Denumită în mod uzual, prescurtat, U.A.P., este o organizație, neguvernamentală, apolitică, fară scop lucrativ sau patrimonial, constituită din creatori în domeniul artelor plastice. U.A.P. este continuatorul juridic al Sindicatului Artelor Frumoase din București și a Sindicatelor Mixte de Artiști Plastici din Provincie, recunoscută prin Decretul nr. 266/1950 ca persoană juridică română de utilitate publică și funcționează în temeiul Decretului-Lege nr.27/1990. U.A.P. are în componența sa filiale de creație și teritoriale, precum și Asociații Profesionale Afiliate. Ea reprezintă interesele profesionale și sociale ale membrilor săi, persoane fizice și persoane juridice. Uniunea Artiștilor Plastici din România activează pentru respectarea principiului libertății creației, a libertății de exprimare a gândirii creatoare, opțiunilor și orientărilor estetice, egalității în drepturi, precum și al solidarității morale, civice și sociale a membrilor săi ocrotind dezvoltarea personalității creatoare a artistului plastic în folosul individului și al societății. Prin Legea nr. 127 din 27 decembrie 1995 s-a reglementat integrarea sistemului de asigurări sociale și pensii ale membrilor Uniunii Artiștilor Plastici din România în sistemul asigurărilor sociale de stat.

## Echipa de conducere
- - Petru Lucaci
- - Ioana Ciocan
- - Gheorghe Dican
- - Gabriel Decebal Cojoc
- - Răzvan Constantin Caratănase

## Filiale
- - Pictură
- - Sculptură
- - Grafică
- - Arte decorative
- - Design
- - Multimedia
- - Scenografie
- - Artă relgioasă și restaurare
- - Grafică publicitară
- - Critică